# Linde Schöne
Linde Schöne (Nijmegen, 1993) is een Nederlandse singer-songwriter. Ze heeft drie albums uitgebracht; Nog heel even in 2020, Teugels in 2022 en Kerstmis Baby! in 2022.

## Biografie
Schöne is geboren en getogen in Nijmegen en had van jongs af aan de ambitie om zangeres te worden. Ze groeide op in de Benedenstad en doorliep de basisschool Petrus Canisius. Na haar VWO-opleiding aan het NSG Groenewoud, besloot ze om een opleiding te beginnen het Conservatorium in Utrecht, maar hier stopte ze al snel mee. Ook opleidingen aan de Herman Brood Academie en de Rockacademie bleken niet bij haar te passen. Bij een stage bij hiphoptijdschrift State Magazine leerde ze verschillende contacten in de hiphopwereld kennen, waaronder Jiggy Djé. Bij zijn label Noah's Ark tekende ze in 2014 haar eerste muziekcontract, als eerste vrouwelijke artiest bij dit label.

### Eerste ep'sLiefde van de vloerenLinde van Nimma
Het eerste wat de singer-songwriter bij dit label uitbracht, was de ep Liefde van de vloer in september 2016, met daarop onder andere een samenwerking met Hef. De ep werd positief ontvangen en zorgde voor de plotselinge doorbraak voor Schöne. In het najaar van 2016 stond ze vervolgens in het voorprogramma van zowel Diggy Dex als Eefje de Visser.
Hierna stond ze in 2017 op de festivals Noorderslag, Grasnapolsky, Paaspop en Lowlands, en trad ze op in het Amsterdamse Paradiso met haar tweede ep Linde van Nimma. In het najaar deed ze een eigen clubtour door Nederland en stond ze in het voorprogramma van Ronnie Flex. 
Schöne werd in 2017 uitgeroepen tot 3FM Talent, nadat ze eerder al was genomineerd voor een 3FM Award in de categorie Beste Solo Artiest. Ze werd genomineerd voor een Edison Award in de categorie Pop - 'Alternative' en won de 3voor12 Gelderland Award in de categorie Beste Nieuwkomer.

### Nog heel even
Zo snel dat de zangeres opkwam, zo snel was ze van de muziekscène verdwenen nadat ze in 2018 haar laatste single Waar rook is zijn wij (met Tellem) had uitgebracht. Ze had namelijk besloten om een stap terug te doen en geen nieuwe muziek voor haarzelf te maken, maar te schrijven voor anderen, zoals Trijntje Oosterhuis, Glennis Grace en Maan. In dezelfde tijd ging haar relatie uit (met de man die ook haar producer was) en werd ze depressief. Ze verhuisde in die periode terug naar Nijmegen, waar ze voor haar muziekcarrière eerst was verhuisd naar Amsterdam, en schreef in alle stilte aan nieuwe muziek.
In februari 2020 kwam ze terug met deze nieuwe muziek. Eerst kwamen er de singles Ergens in mijn huis, Nederland doet het (gebruikt bij een reclame van a.s.r.), Boys, 10 keer en Zie je niet. Met haar nieuwe muziek was ze een andere richting ingeslagen dan haar eerdere muziek; het was naar haar eigen zeggen meer commerciëler geworden, maar het paste ook meer bij haar. Na de singles werd haar debuutalbum uitgebracht, met de titel Nog heel even. Op dit album ging ze onder meer in op haar onstuimige relatie, de daaropvolgende depressie, en hoe ze zichzelf weer terug heeft kunnen vinden. De productie op het album was in handen van Vijay Kanhai. Voor het debuutalbum waren eveneens positieve geluiden en leverde haar in die tijd zeldzame optredens (door de coronacrisis) op bij een 3FM concert in Doornroosje en enkele optredens bij Matthijs gaat door. Daarnaast won ze Cultuur Stimuleringsprijs van de gemeente Nijmegen. 

### TeugelsenKerstmis Baby!
Na Nog heel even brak de zangeres met haar label en besloot ze om haar muziek onder eigen beheer uit te gaan brengen. Eerste single die onder eigen beheer werd uitgebracht, was Zet het stop in april 2022. Hierna volgden enkele singles en het album Teugels. Waar het thema bij het album Nog heel even onafhankelijkheid was en ze een moeilijke periode beschreef, is Teugels een album dat heel vrolijk is en opnieuw compleet anders is dan haar eerdere muziek. Teugels werd in hetzelfde jaar opgevolgd door een volgend album; een kerstalbum met de titel Kerstmis baby!. Ook zong ze in 2022 mee op het lied Centraal Station van Yuki Kempees. 
Het werd hierna weer wat stiller rondom de zangeres, maar in 2024 kwam ze opnieuw terug. Ditmaal met het nummer Kechseizoen. Hoewel dit nummer bedoelt was als een viering van (seksuele) vrijheid, werd het vooral negatief ontvangen  en kreeg ze verschillende seksistische en bodyshamende reacties. Hierom was de artiest genoodzaakt in verschillende interviews de daadwerkelijke betekenis van het nummer toe te lichten.